# 亨德里克·佩克勒
亨德里克·佩克勒（德語：Hendrik Pekeler，1991年7月2日—），德国男子手球运动员。他曾代表德国参加2016年和2020年夏季奥林匹克运动会手球比赛，其中2016年奥运会获得一枚铜牌。